# Livadirgya
Livadirgya är en ort i Azerbajdzjan.   Den ligger i distriktet Lerik Rayonu, i den södra delen av landet, 220 km sydväst om huvudstaden Baku. Livadirgya ligger 761 meter över havet och antalet invånare är 1 137.
Terrängen runt Livadirgya är kuperad åt nordost, men åt sydväst är den bergig. Närmaste större samhälle är Lerik, 5,2 km söder om Livadirgya. 
Trakten runt Livadirgya består i huvudsak av gräsmarker. Runt Livadirgya är det ganska tätbefolkat, med 60 invånare per kvadratkilometer.